# Окулярник погнпейський
Окулярник погнпейський (Zosterops ponapensis) — вид горобцеподібних птахів родини окулярникових (Zosteropidae). Ендемік Федеративних Штатів Мікронезії. Раніше вважався конспецифічним з сірим окулярником.

## Поширення і екологія
Погнпейські окулярники є ендеміками острова Понпеї. Вони живуть в тропічних лісах, чагарникових заростях і на плантаціях.